# 5.7.0.5.
5.7.0.5. (även 5-7-0-5) är en rocksång inspelad av den brittiska rockgruppen City Boy och skriven av gruppmedlemmarna Lol Mason och Steve Broughton. Låten gavs först ut på singel 1978 och därefter som förstaspår på gruppens fjärde album, Book Early (1978).
5.7.0.5. var City Boys i särklass mest framgångsrika låt, med en åttondeplats på den brittiska hitlistan som högsta notering. I Sverige nådde låten elfteplatsen, och i USA tog sig låten upp på 28:e plats.
Låten spelades först in med en annan text och med titeln "Turn on to Jesus", och gavs ut på singel tidigare under 1978. Denna singel drogs dock in, enligt flera samstämmiga uppgifter (bland annat artikelförfattarens personliga samtal med gruppens keyboardist Max Thomas) på grund av att låtar med ordet 'Jesus' i titeln var svåra att lansera. Den nya texten blev i stället en banal kärlekstext med en del av ett telefonnummer som titel och refräng.